# Amarant bru
L'amarant bru (Lagonosticta nitidula) és un ocell de la família dels estríldids (Estrildidae).

## Hàbitat i distribució
Habita arbres de la sabana i praderies a la vora de boscos de ribera al centre i est d'Angola, extrem nord-est de Namíbia, sud i sud-est de la República Democràtica del Congo, Zàmbia, nord de Botswana, Zimbabwe i sud-oest de Tanzània.